# Hälleforsnäs bruk
Denna artikel handlar om Hälleforsnäs bruk i Södermanland, för bruket i Västmanland se, Hellefors Bruks AB. 

Hälleforsnäs bruk, tidigare Hellefors styckebruk och Hellefors bruk, (Senare bl.a. AB Järnförädling) var ett järnbruk i Hälleforsnäs, Södermanland. Gjuteriet var under en tid ett av de största i norra Europa. Bruket gick i konkurs 1997. En mindre del av gjuteriet var i drift till 2010.

## Historia

### Tidiga år - Hellfors Bruk

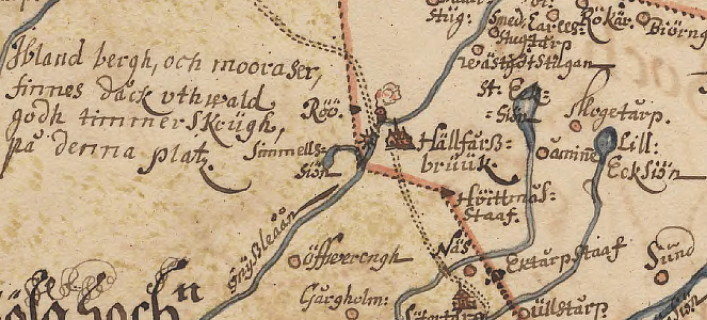
Hällforss Brüük 1677. Notera att Bruksdammen ännu inte fanns då.

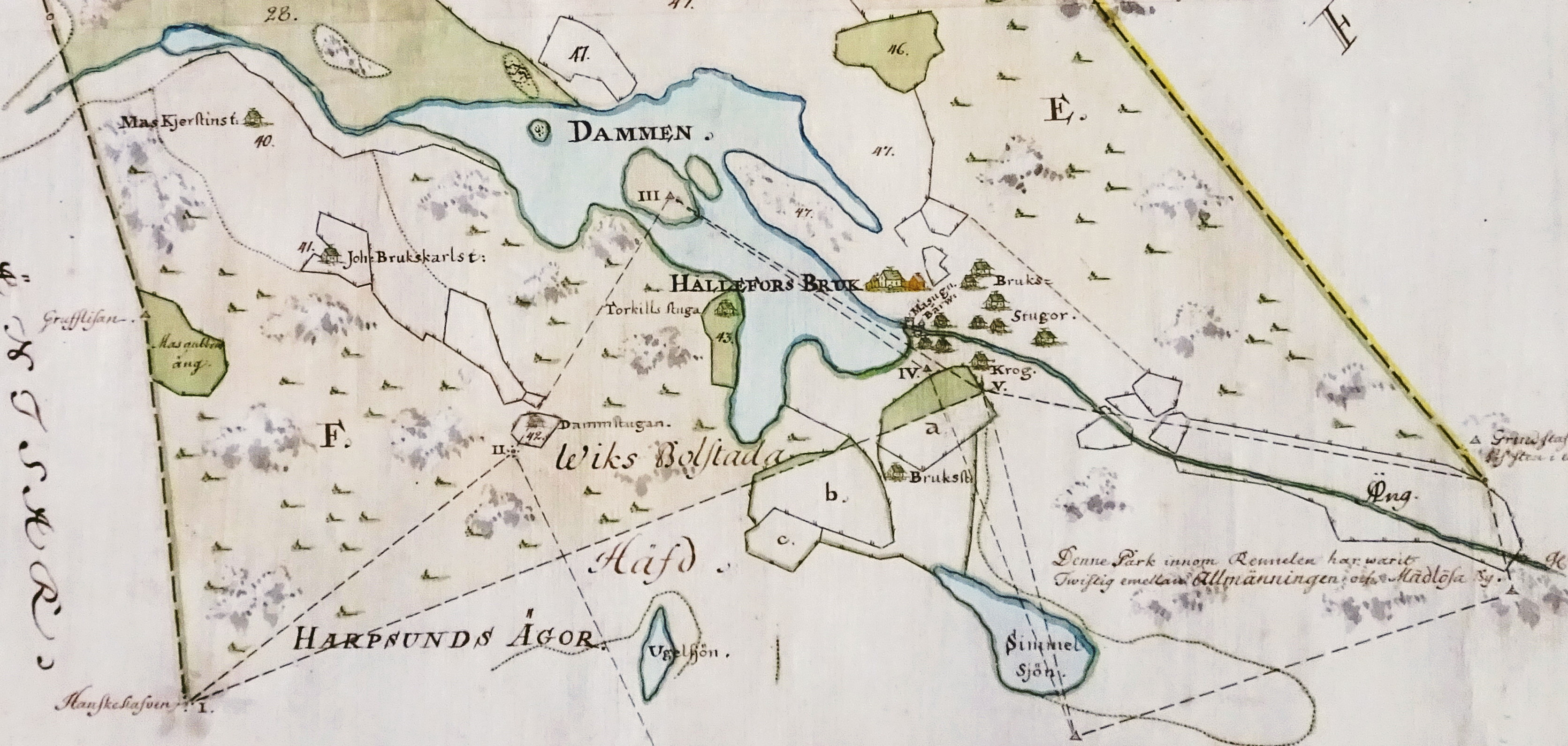
Hällefors bruk och Dammen, 1761.

Bruket anlades 1659 av den polske (eller vallonske, oklart beroende på källa) gruvmannen Abine (Albin) Noy som fick privilegiet att bryta malm och bygga ett styckebruk med en masugn för att gjuta kanoner (Noij fick dock muntligt privilegiet för ytterligare en masugn vilken uppfördes i Smedstorp). Malmstrecket där malmen bröts är en tydlig del av Kanntorpsstråket och den sydöstligaste utlöparen av Bergslagsmalmerna. På platsen fanns även nödvändig vattenkraft genom Gnysseleån, även kallad Hellforsen. Noy dog redan 1665 och bruket drevs vidare av dennes släktingar i två år. Därefter såldes bruket till Börje Cronberg (d. 1673). 20 år senare, år 1686, var det dags för ägarbyte igen då den kände brukspatronen Johan Lohe efterträdde Cronberg.

### Lohe och Leijelska eran (1686-1781) - Hellfors Bruuk
Lohe, som aldrig bodde i Hällefors, avled 1704 och lämnade gården i arv till sin dotter Hedvig Lucia. Hedvig Lucia gifte sig 1713 med den skotskbördige Adam Leijel, som allt eftersom kom att lösa ut släkten. Under denna epok tillkom bruksgården som då utgjorde en tvåvåningsbyggnad med fem fönsteraxlar på fasaden till, detta enligt en karta från 1716. Familjen bodde tidvis på gården och bland annat hölls här bröllop för en av döttrarna år 1741. Adam Leijel avled 1744 och därefter kom änkan Hedvig Lucia att sköta gods, gårdar och bruk i över 25 år fram till sin död 1770 på Bibygård. Sonen Henrik som därmed ärvde det stora bruksimperiet föräldrarna skaffat sig valde att sälja hela imperiet och istället ägna sitt liv åt sina engelska farbröders stora affärshus. Därmed var en nästan 100-årig Lohe/Leijelsk era över.

### Celsingska eran (1781-1920) - Hellefors styckebruk (från 1777)
År 1781 köpte presidenten i Kommerskollegium friherre Gustaf Celsing alla Leijels domäner. Utvecklingen hade under 1600- och 1700-talet varit något blygsam och de flesta arbetarna bodde i torp runt bruket. Under 1800-talet växte dock bruket ordentligt under familjen Celsings ledning till att bli en stor och modern industri. Redan under början av den Celsingska epoken infördes här den första sandformningsmetoden samt att man från den namnkunnige Sven Rinman införde metoder att förtenna och emaljera kokkärl. Efter flera dödsfall övertog slutligen Lars Gustaf Celsing den yngre vid 25 års ålder driften av bruket i slutet på 1820-talet Han blev ”Lasse Celsing” med hela Södermanland och blev känd som en slagkraftig och skicklig jordbrukare och organisatör. Det var under hans ledning som märket HF med en ring runt blev berömt som symbol för bruket.

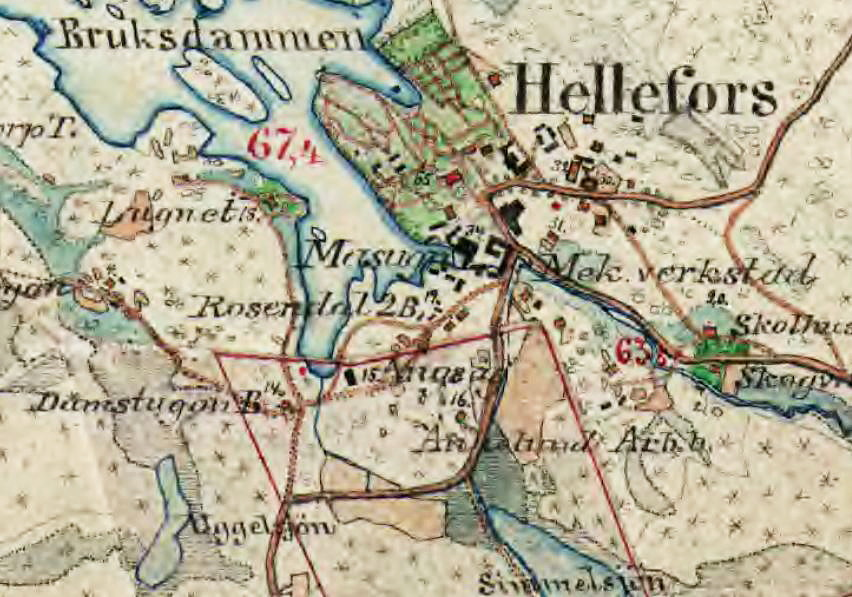
Hellefors och bruksområdet på Häradsekonomiska kartan 1897.

Då kanontillverkningen lagts ner började en ny era med bland annat tillverkning av jordbruksmaskiner, vedspisar, grytor, stekpannor och andra småprodukter. Till bruket installerade en varmfläkt vid masugnen vilket minskade virkestillgången med 75%. Andra anmärkningsvärda tillbyggnader var mekanisk verkstad 1833, masugn med gasrostugn och gjuteri 1847, manufakturverk och stamphamrar 1859. Under denna tid blev Hellefors ett modern brukssamhälle och de anställda uppgick 1840 till 371 för att 25 år senare ökat till 551. År 1870 besökte kung Karl XV bruket varvid en läktare uppfördes så att kungen kunde se hur det smälta järnet rann från masugnen och formades till en helgjutning av hans monogram, vilket hade formats av Alexander Hellqvist. Samtidigt uppfördes också en gigantisk portal där monogrammet hängdes. Vid sekelskiftet 1900 bestod den största produktionen av radiatorer och värmepannor. Under Celsings tid byggdes många av byggnaderna runt bruket, ritade av arkitekten Johan Fredrik Åbom. I samband med detta byggdes även dagens herrgård kallad Stora huset om till bostad.
I och med Elof Fredrik von Celsings övertagande upphörde 1905 fideikommisset och i samband med detta såldes bruket till AB Hellefors styckebruk. Ägare under denna tid var dock fortfarande en Celsing, Henrik. Fram till 1920 kantades bruket av många konkurser och delvisa ägarbyten. Trots ägarbyten och konkurser gjordes investeringar. För att kunna effektivisera transporterna beslutades att bruket skulle ha ett stickspår till järnvägslinjen som gick genom samhället. Celsing hade varit drivande i att banan som stod färdig 1877 skulle gå via Hälleforsnäs och inte via Malmköping, allt för att underlätta transporter från bruket. 1909 stod stickspåret färdigt och vagnarna drogs först av oxar, sedan av hästar och därefter av ett lok drivet med fotogen. Trots investeringar under de två första decennierna på 1900-talet blev det slutligen 1919 konkurs för dåvarande ledaren advokat Beijer Olsen.

### AB Järnförädling m.fl. (1920-1997) – uppgång och fall

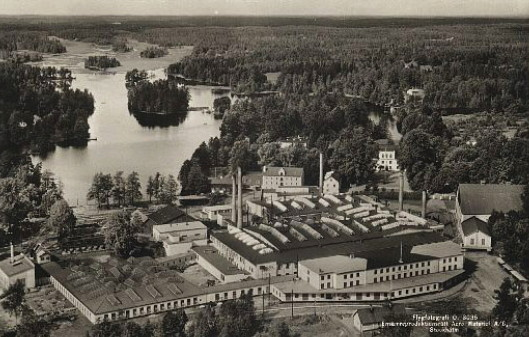
Bruksområdet 1938.

Verksamhets drevs efter Olsens konkurs fortfarande sporadiskt men kom först igång när Svenska Aduceringsverken från Västerås (som i sin tur ägdes av ASEA) köpte bruket 1920. Då bruket hade stora rymliga lokaler flyttades verksamhet hit och namnet ändrades till AB Järnförädling. Härmed började en ny epok i brukets historia, stora ombyggnationer gjordes och produktionen gick mestadels över till rörtillverkning. 1929 köpte kapten Sten Rudberg AB Järnförädling av Stockholms Enskilda Bank. 
I augusti 1934 brann stora delar av bruket ner, bara kolhuset och herrgården blev kvar. Beslut om att bruket skulle byggas upp igen togs direkt. Nya maskiner köptes in från Tyskland och arbetet fick fortsätta i provisoriska lokaler under en tid framöver innan de nya stod färdiga. En stor del av dagens lokaler är därför från denna tid. I samband med de nya lokalerna byggdes även stickspåret om till normalspårvidd. Verksamheten fortsatte att växa, nu under Hans Rudbergs ledning, och under 1960-talet hade bruket sin storhetstid med drygt 1 000 anställda.
I slutet av 1970-talet var dock denna framgångssaga över och konkurs var återigen ett faktum. 1970- och 1980-talen kantades av ägarbyten (bland ägarna kan nämnas Beijerinvest samt, efter övertalande av industriminister Nils Åsling, Electroluxkoncernen). Efter Electrolux övertagande av AB Järnförädling 1978 inordnades verksamheten i dotterbolaget Överums Bruk AB och fick då namnet Överumsbruk Hälleforsnäsverken. 1981 ändrades namnet till Electrolux Gjuteriprodukter AB (EGAB). Antalet anställda hade då i stort sett halverats sedan storhetstiden på 1960-talet. 1985 sålde Electrolux verksamheten i Hälleforsnäs (undantaget spisplattetillverkningen vilken fortsatte till 1990 då den lades ned) till brukets dåvarande platschef. Produktionen kom därefter att bedrivas under olika ägare och bolagsnamn, Hälleforsnäs Bruk AB, ESKA Hälleforsnäs AB och Hälleforsnäs Industrier AB.  Det sistnämnda företaget gick i konkurs 1997 varvid större delen av verksamheten lades ned. Stiftelsen Hällforsnäs Bruksfastigheter bildades samma år och tog över bruksområdet för att säkerställa att ny verksamhet kunde ta lokalerna i anspråk. Delar av gjuteriverksamheten övertogs samma år av ett nystartat bolag under ledning av två tidigare anställda, Bruksprodukter i Hälleforsnäs AB. 

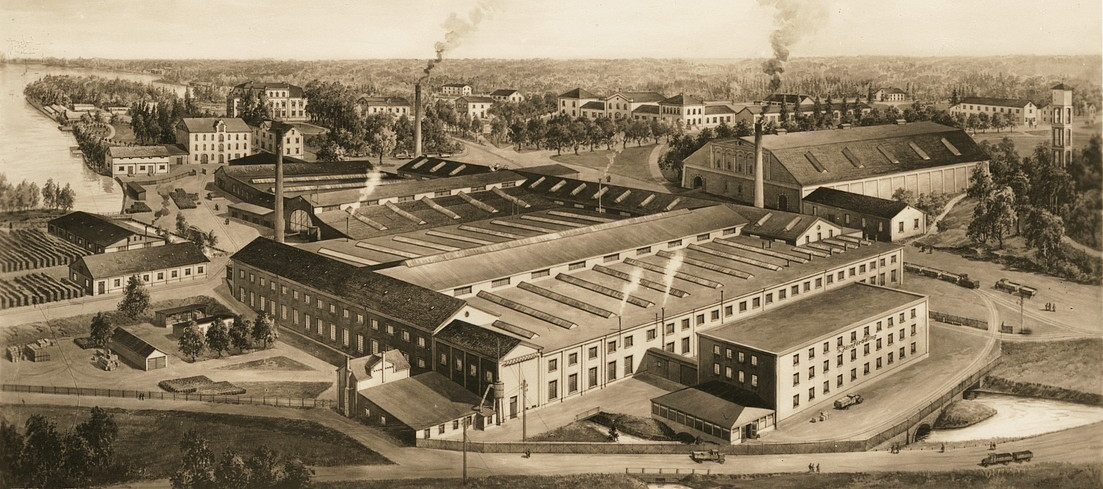
Hälleforsnäs bruksområde före branden 1934.

## Verksamhet i dag
Gjutgodsproduktionen i form av aducerat gjutgods fortsatte efter konkursen 1997 i mindre skala. Den mekaniska verkstaden köptes samma år av Tuna Stålrör AB vilka 2003 även blev ägare till gjuteridelen. 2010 lades gjuteriet ned.  Den mekaniska verkstaden (efter ägarbyte 2013 under namnet Anva Tubes & Components) fortsatte sin verksamhet till 2016 då den lades ned.. Anva Tubes & Components har fortfarande (2020) viss verksamhet kvar på bruksområdet.
Efter nedläggningen av verksamheten 1997 har flera byggnader på bruksområdet rivits. Under 2000-talet revs bland annat delar av verkstäderna från 1930-talet med sågtandstak, galveriet och gasverket. 2010 revs spisplattefabriken (uppförd 1980 och nedlagd 1990). Under 2015-2016 revs stora delar av bruket (främst det byggnadskomplex som utgjorde det tidigare gjuteriet).
I dag finns ett flertal företag representerade på området. I de olika verksamheterna jobbar drygt 30 personer. Även ett flertal konstnärer utnyttjar lokalerna, samt Hälleforsnäs gjuterimuseum och turistbyrån. 2016 öppnade Jürss mejeri sin verksamhet i byggnaden Gjutmästarbacken 1 (tidigare innehållande personalutrymmen och portvakt). 
Den största förändringen på många år inträffade när konfektionskedjan Lager 157 öppnade i bruket i augusti 2008. Några lokaler hade då rustats upp och planen var att det skulle bli fler butiker i området. Ett tag fanns Serholt outlet i delar av de gamla brukslokalerna. Lager 157 flyttade 2019 till Eskilstuna.

## Kolhuset

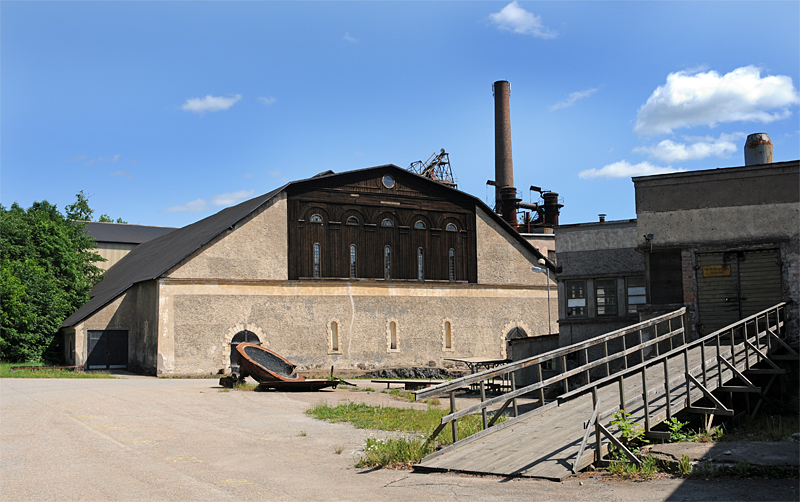
Kolhuset 2011.

Det magnifika kolhuset byggdes i början av 1800-talet, för förvaring av träkol till järngjuteriet. Kolet kom från kolmilor från skogarna i bygden och framställdes av torpare och småbönder. Kolhusets yta är knappt 4 000 kvadratmeter och det helt fribärande taket, som var ett av de största fribärande taken i Europa när det byggdes, mäter cirka 18 meter. Huset är byggt av slaggsten och trä och har en kalkputsad fasad med inslag av kolbitar. Den övre delen består av tjärat trä. Kolhuset är ett av få byggnader som klarade sig från den stora branden 1934. 
När kolanvändningen vid bruket upphörde användes lokalen som förråd och allmän förvaringslokal. Idén att kunna använda huset som teaterscen föddes 1992 och efter ordentlig utrensning och borttvättning av 175 års koldamm kunde huset börja användas för ny verksamhet. Sedan 1995 sätter Föreningen Kolhusteatern varje sommar upp en teaterföreställning i Kolhuset. I Föreningen Kolhusteaterns styrelse sitter bland andra Christina Jutterström.

## Projekt "Rena bruket"
Området runt bruket och framför allt Tjärtippen där slagg och andra rester från bruket dumpades, var tidigare kraftigt förorenat av tungmetaller och gifter. Dessa lakades ur av Bruksån som rinner genom området och följde med grundvattnet. 2004–2006 pågick ett stort saneringsprogram "Rena bruket", då bland annat Bruksån leddes om och marken kapslades in i lera. Projektet kostade 74,4 miljoner och finansierades av staten. Tjärtippen, i folkmun ibland kallad "Tjärtoppen", ska i dag vara ofarlig att vistas på, och plantering av växter och skog är påbörjad. 17 september 2009 invigdes en skulpturpark på den gamla tjärtippen och området döptes till Abine Noijs park, efter brukets grundare.

## ”Stora Huset” – Herrgården

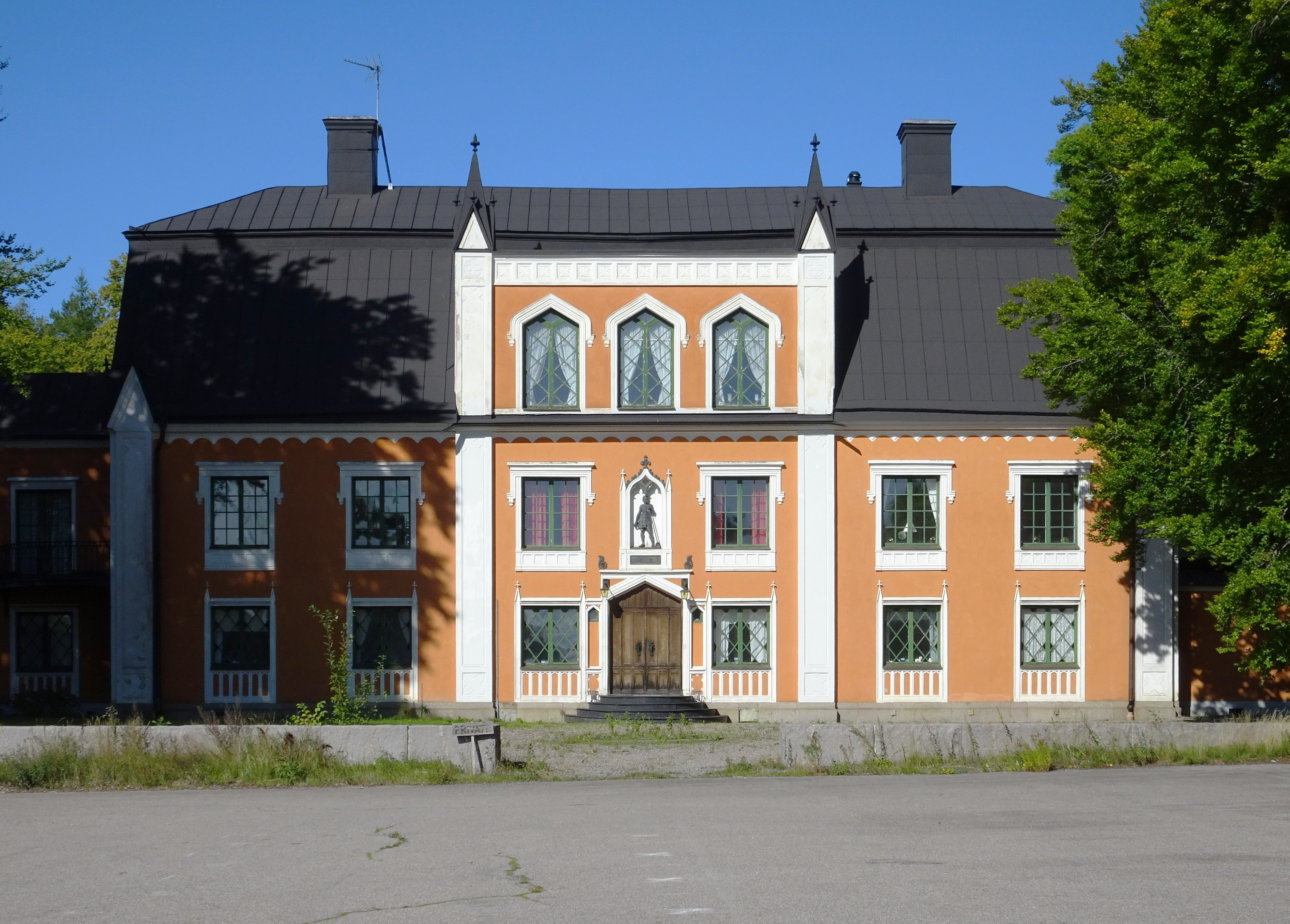
Stora Huset, september 2020.

Den första ritningen som finns på herrgården som senare kom att kallas för ”Stora Huset” härstammar från en karta från år 1716. Då syns bruksgården som en tvåvåningsbyggnad med fem fönsteraxlar på fasaden vilket var ett kännemärke för att huset kunde gå under benämning som herrgård. Dock lär dagens hus härstamma från 1756 och uppförts av Hedvig Lucia Leijel. Det var dock under den Celsingska eran som byggnaden fick sitt nuvarande utseende. ”Lasse Celsing” anlitade då arkitekten Johan Fredrik Åbom för att klä Hedvig Lucia Leijels trähus i tegel.
Ombyggnaden genomfördes 1842–1844 och fick då den för tiden moderna nygotiska stilen med spetsiga fönsterbågar och entréport. Marken där gården låg bestod av ett sankt myrområde men fylldes igen med slaggprodukter och jord och på gården växte sedan gröna vackra gräsmattor upp. På trädgården uppfördes även ett orangeri och mitt i industrisamhället hade nu bredvid bruksdammen en idyll växt upp. Vidare ombyggnader gjordes också 1871 och 1911.

## Kända produkter (urval)
- Kanoner och kanonkulor.

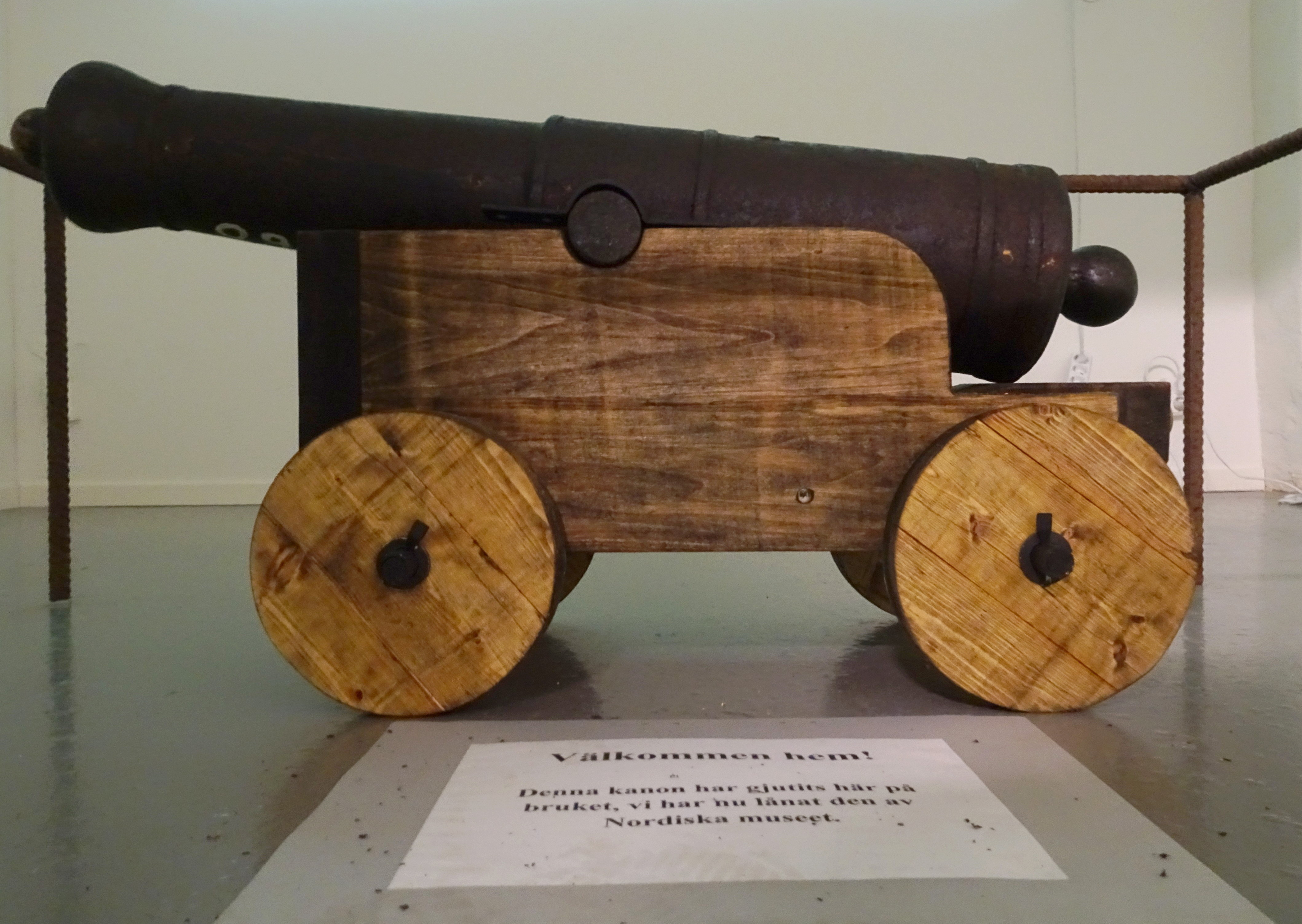
Äldre kanon gjuten på bruket, idag utställd i gjuterimuseet.

- Gjutjärnspumpen vid S:t Eriks källa, på S:t Eriks torg i Uppsala är tillverkad vid Hälleforsnäs bruk runt år 1850
- John Ericssons varmluftsmaskin, den s.k. calorimaskinen, är tillverkad vid bruket
- Sandhammarens fyr
- Järnspisar
- Gjutjärnsgrytor och stekpannor
- Vägskyltar och milstolpar i järn
- Radiatorer
- Rördelar
- Komponenter till industri och järnvägar

## Bilder

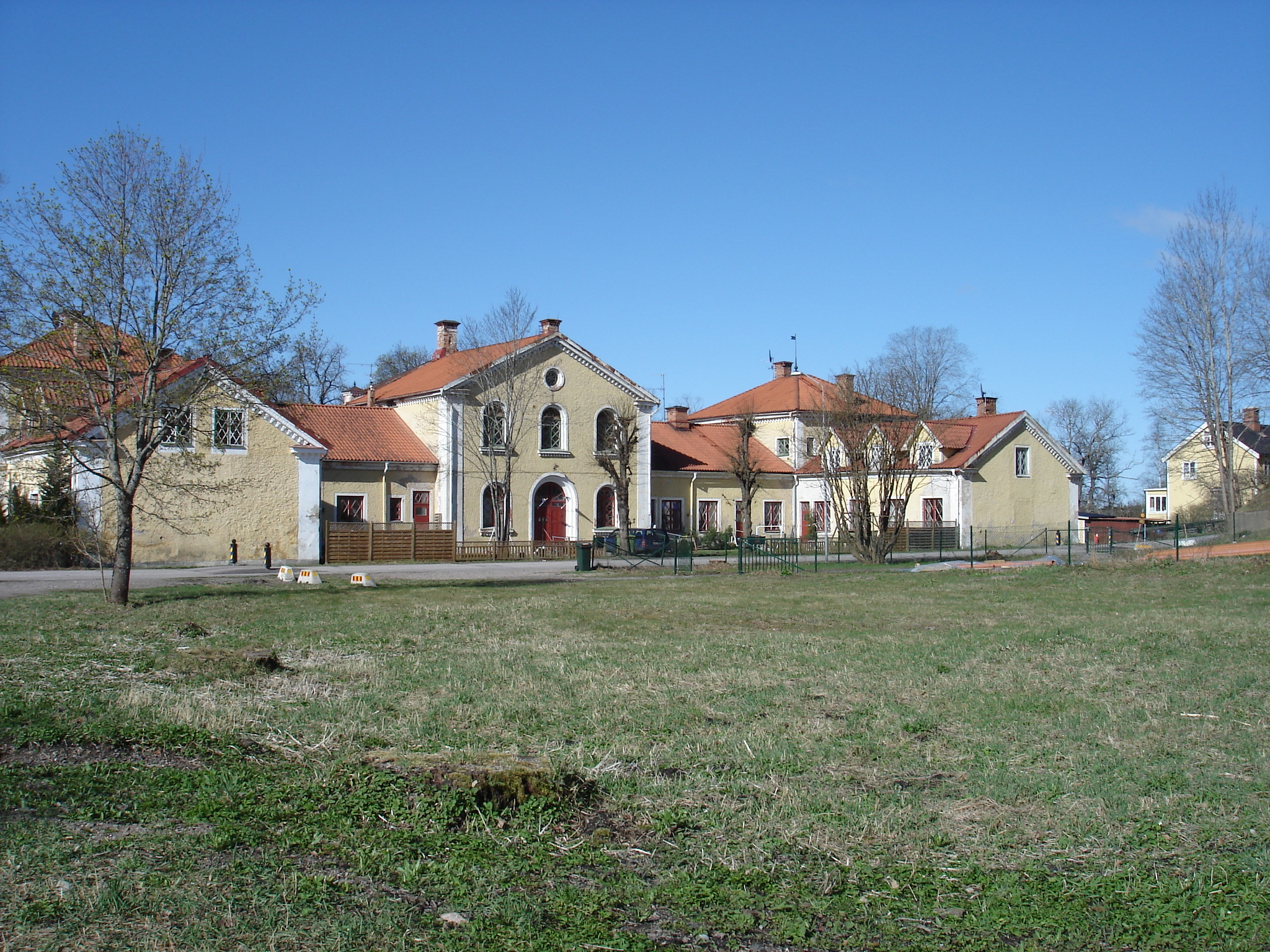
Arbetarbostäder på bruksområdet. Byggnaden, som uppfördes som stall och ridhus på 1850-talet, förstördes i en brand i maj 2020.
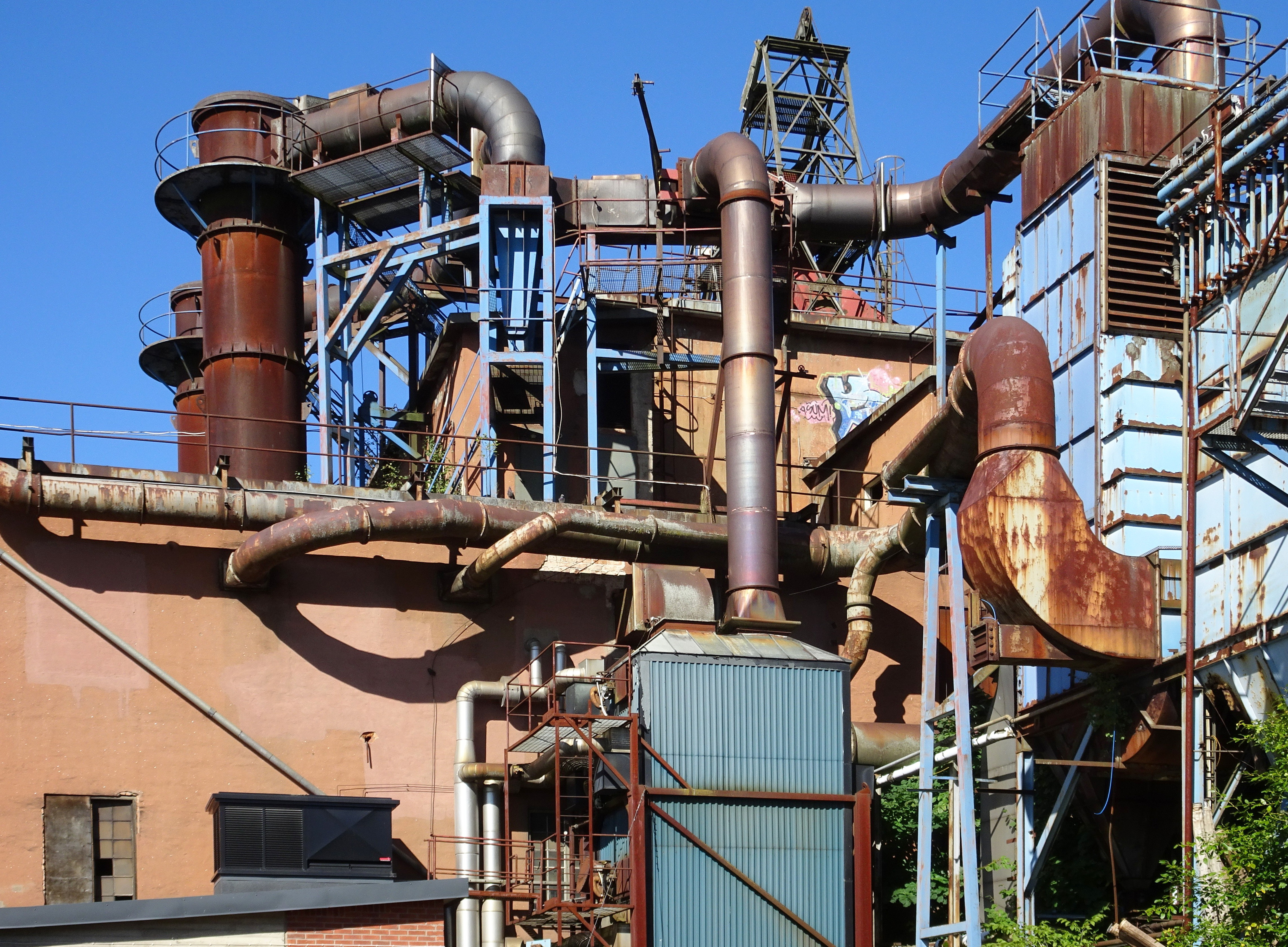
Gamla kupolugnssmältverket.
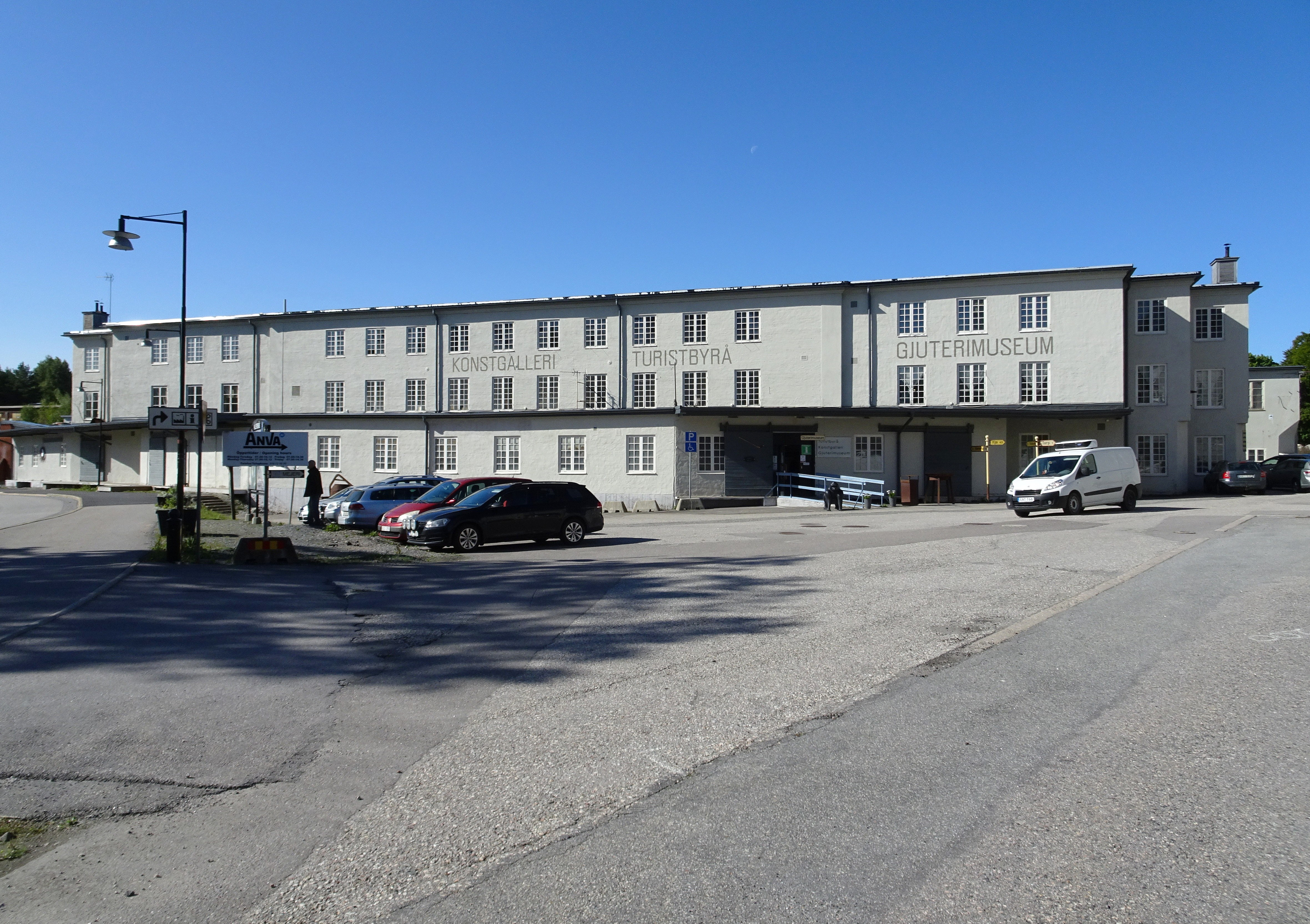
Konstgalleri, Turistbyrån, Gjuterimuseum. Uppfört som rördelslager 1934.
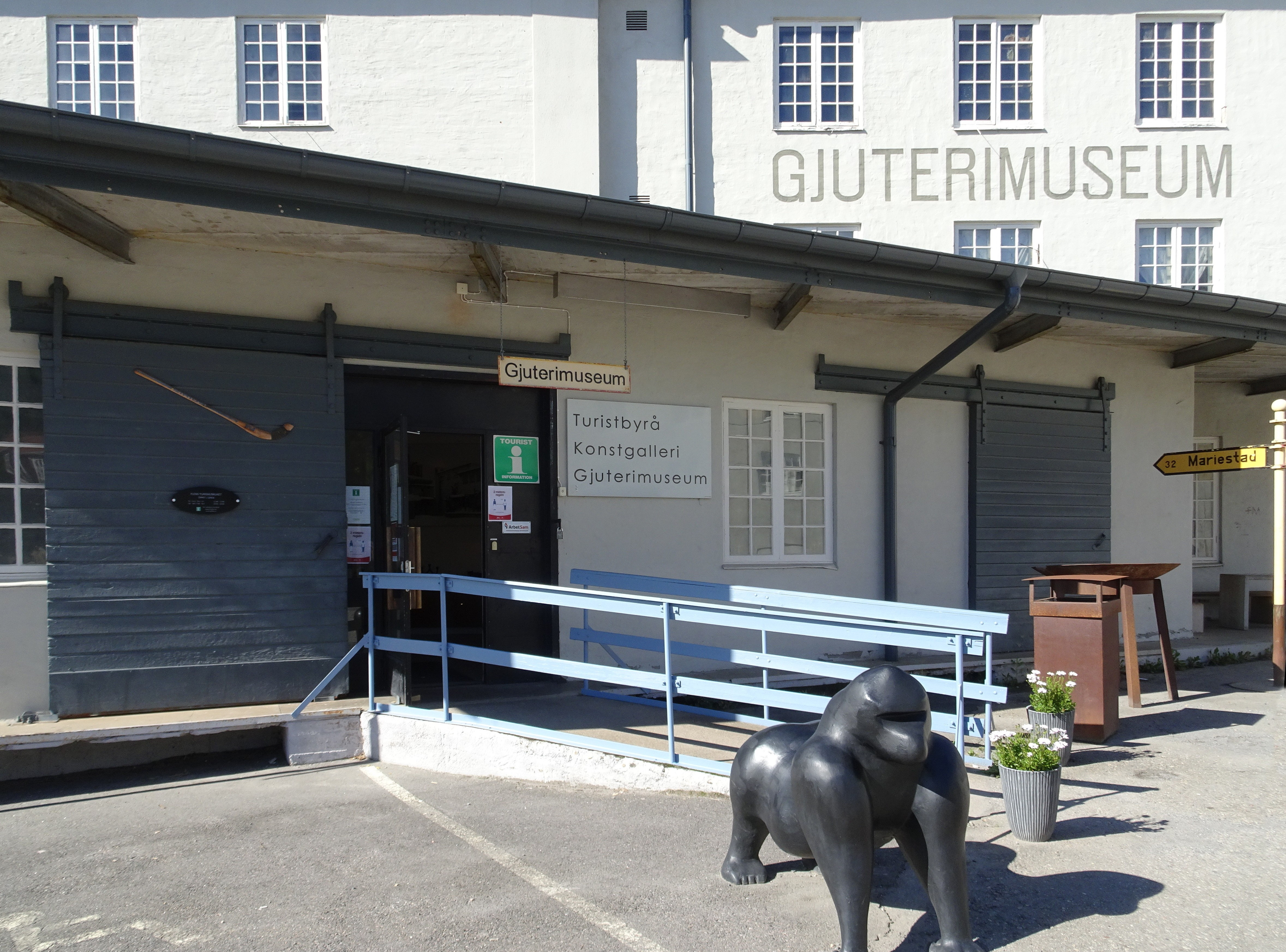
Entré till Hälleforsnäs Gjuterimuseum.
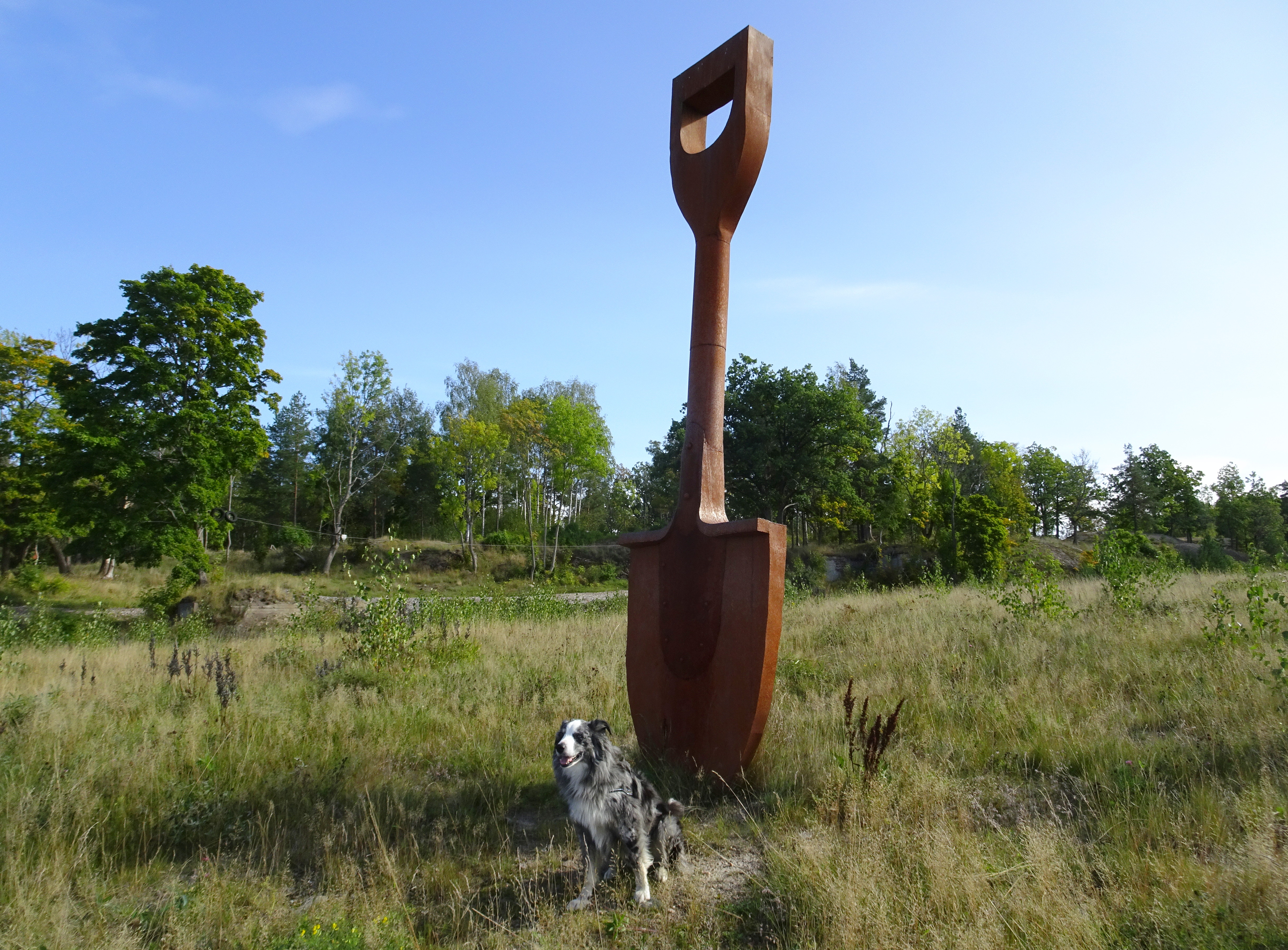
"Spade" av Gunnar Carl Nilsson (jämför storleken med en medelstor hund).